# Orsasandsten

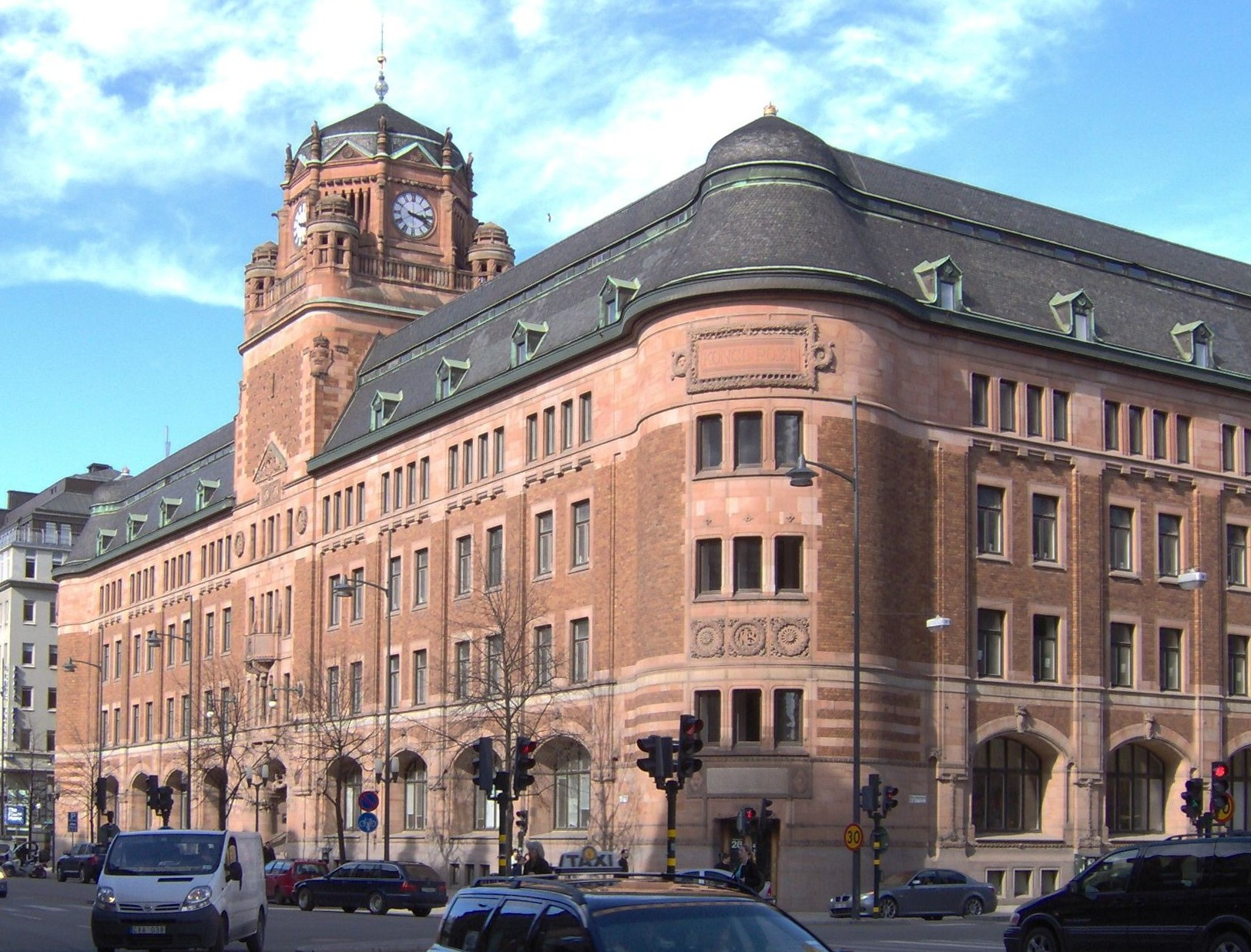
Centralposthuset, Stockholm av Ferdinand Boberg, med fasad av orsasandsten

Orsasandsten är en fossilfattig silurisk sedimentär bergart som bildades för omkring 430 miljoner år sedan. Den finns i området runt Siljan, till exempel i trakten av Kallmora by i Orsa kommun. Området med orsastandsten sträcker sig från Orsasjöns norra strand mellan Bäcka och Ore älv, efter Oreälvens västra strand, kring Unåns och Ämåns nedre lopp, går under älven vid Kallmora och därefter i ett stråk mot Mässbacken-Fridshammar.

## Historik
Orsasandsten har använts för slipning och brytning sedan vikingatid och sannolikt tidigare. Den kiselbundna kvartsen lämpar sig bra för slipstenar. Regelbunden brytning har skett åtminstone sedan 1500-talet. Enligt 1730 års gruvordning för Orsa socken skedde brytning i varje by som eget gruvlag med egen gruva sex veckor före fastan och sex veckor efter skörden. På 1760-talet skedde bearbetning i över 30 gruvor. Gruvlagen hade egna gruvstugor med stall och smedja. Hackning och annan bearbetning skedde därefter inomhus vintertid på gårdarna.
År 1902 inleddes industriell brytning av byggnadssten av AB Orsa stenhuggeri intill socknens gamla slipstensbrott, och orsasandsten användes bland annat för Centralposthuset, Stockholm. Vid denna tid arbetade sommartid 400–500 personer med sandstensbrytning och tillverkades omkring 100 000 brynen per år.
Idag sker industriell brytning av orsasandsten för byggnadssten i Malungsgruvan väster om Kallmora av Orsa stenhuggeri. Visst hantverk med huggning av slipstenar bedrivs av Orsa Slipstensgrupp. 
Orsas kommunvapen visar tre slipstenar av orsasandsten.